# (79) Eurínome
Eurynome (designació de planeta menor: 79 Eurynome) és l'asteroide núm. 79 de la sèrie. Va ser descobert el 14 de setembre del 1863 des d'Ann Arbor (Michigan, EUA) per en James Craig Watson (1838-1880), i fou el seu primer asteroide descobert. És un asteroide força gran i brillant del cinturó principal, i compost per silicats. El seu nom es deu a una de les moltes Eurínomes de la mitologia grega. Gira al voltant del Sol amb un període de 3,82 anys i té un període de rotació de sis hores. Aquest és l'epònim o membre d'una família d'asteroides proposada amb almenys 43 membres, inclosos 477 Italia i 917 Lyka. La seva albedo és igual a 0,262.